# Závadka (Michalovce)
|  | Per a altres significats, vegeu «Závadka». |

Závadka és un poble i municipi d'Eslovàquia. Es troba a la regió de Košice, a l'est del país.

## Història
La primera referència escrita de la vila data del 1405.

## Demografia
| Godina             | 1994 | 2004   | 2014   | 2024   |
| ------------------ | ---- | ------ | ------ | ------ |
| Nombre de persones | 412  | 429    | 448    | 426    |
| Diferència         |      | +4,12% | +4,42% | −4,91% |

| Godina             | 2023 | 2024   |
| ------------------ | ---- | ------ |
| Nombre de persones | 423  | 426    |
| Diferència         |      | +0,70% |